# Смажений рис кімчі
Смажений рис кімчі або кімчі покким паб (кор. 김치볶음밥)— різноманітність покким пабу («смаженого рису»)— популярної страви Південної Кореї. Смажений рис кімчі переважно готується з кімчі та рису й обсмажується на сковороді. Оскільки страву легко готувати, її подають у більшості корейських їдалень.

## Інгредієнти
Зазвичай для приготування страви надають перевагу залишкам охолодженого рису та перезрілим кімчі. На відміну від свіжих кімчі, перезрілі кімчі надають страві вишуканішого смаку. На початку приготування з кімчі видаляють начинку, що переважно складається з подрібненої редьки, зеленої цибулі та чоткалю (ферментовані засолені морепродукти). Потім кімчі віджимають, щоб прибрати розсіл. Якщо цього не зробити, то страва буде кашоподібної структури.
Окрім кімчі та рису, страва може мати й інші інгредієнти. Найпоширенішими є свинина та консервований м'ясний продукт, однак також можна взяти яловичину, курку, бекон, шинку, консервований тунець або креветки; м‘ясо можна замінити грибами. М'ясні інгредієнти нарізаються разом з такими овочами як цибуля, морква або цукіні. Проте інгредієнти залежать від особистих вподобань та події. За приправу можна взяти невелику кількість подрібненого часнику та нарізаного зеленого перцю. Всі ці інгредієнти обсмажують на сковороді з невеликою кількістю рослинного або кунжутного масла.
Приготоване блюдо викладають на тарілку або в миску, зверху іноді кладуть яйце. Для посилення смаку та гарніру подають тонко нарізані морські водорості, цибулю або кунжут.

## Розповсюдженість
Через те, що смажений рис кімчі швидко та легко робиться з доступних продуктів, то йому надають перевагу студенти, які не можуть дозволити собі дорогі страви. Смажений рис кімчі також є популярною позицією для обіду в столових (пунщикчжом). Оскільки страва гостра, її подають з такуаном (кор. танмучжі) та невеликою мискою будь-якого легкого й теплого супу, такого як мійоккук або коннамулькук (суп із паростків сої). Влітку до страви також можна додавати прохолодний тончімі (білий водянистий кімчі з редьки).
Популярність смаженого рису кімчі також відображається в південнокорейській попкультурі. Бьон Чжінсоб, популярний співак наприкінці 1980-х років, заспівав пісню під назвою «Wishes» (кор. 희망사항), у якій він заявив, що ідеальною дівчиною співака була б та, яка готує смачний смажений рис кімчі. Теян у своїй пісні 2010 року «Need A Girl» каже, що його ідеальна дівчина завжди буде їсти смажений рис кімчі приготований ним.